# 13079 Toots
13079 Toots è un asteroide della fascia principale. Scoperto nel 1992, presenta un'orbita caratterizzata da un semiasse maggiore pari a 2,5616020 UA e da un'eccentricità di 0,1020220, inclinata di 10,24459° rispetto all'eclittica.